# Krabbendijkes järnvägsstation

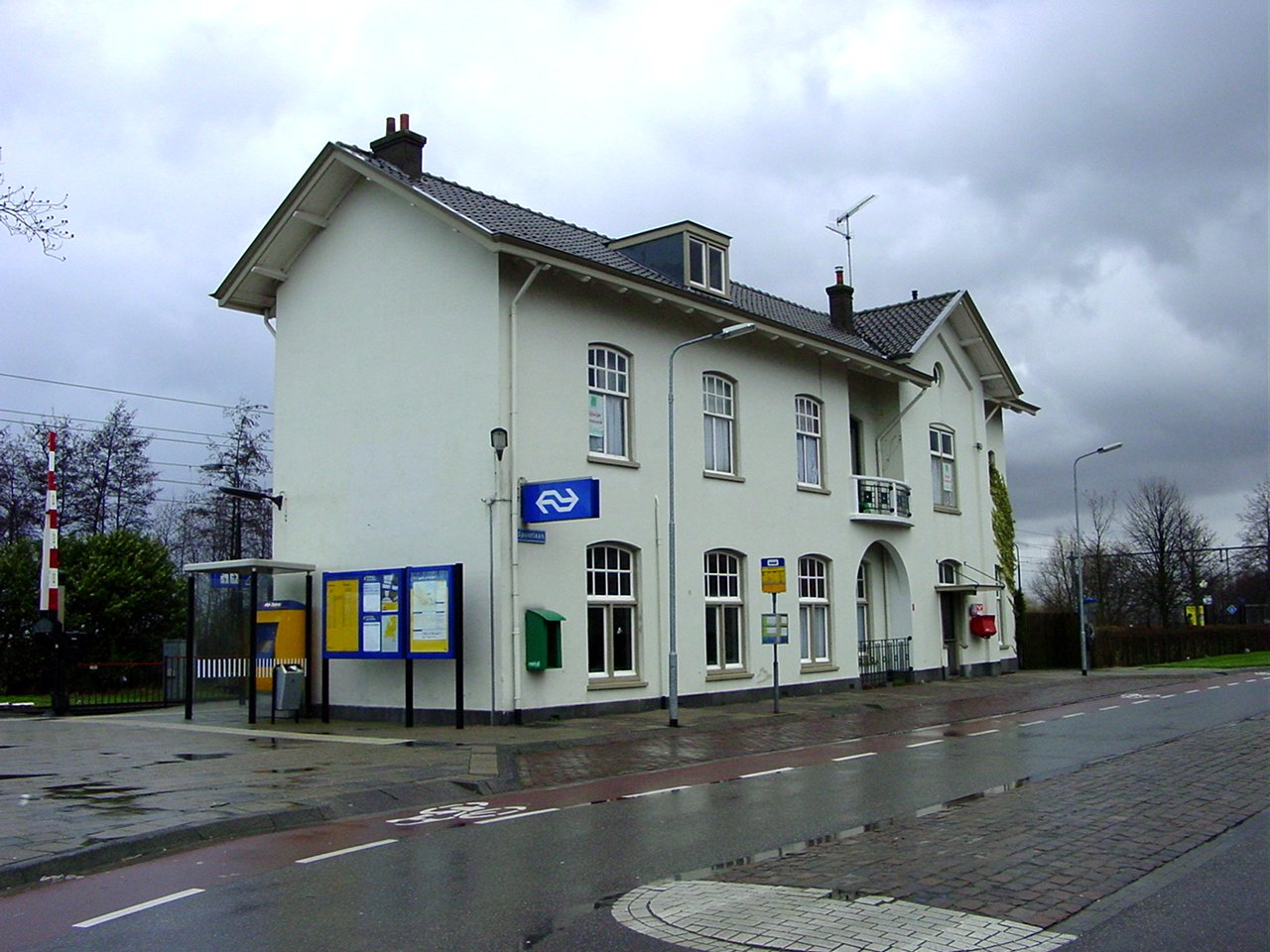
Station Krabbendijke

Krabbendijkes järnvägsstation är en järnvägsstation på järnvägslinjen Zeeuwselinjen (Roosendaal–Vlissingen) i Nederländerna. Stationen ligger norr om själva samhället i den nederländska provinsen Zeeland, i närheten av skolan Calvijn College som har elever mellan 12 och 17 år.
Stationen öppnades 1 juli 1868 med en stationsbyggnad som är byggd i Staatsspoorwegens husstil. Lokaltåget mellan Roosendaal och Vlissingen stannade under det första halvåret 2006 en gång i timmen på stationen, i båda riktningar.

## 2008
Alla tider enligt tidtabellen i Zeeland kommer förändras 2008. Fjärrtågen (intercity) kommer då stanna på alla stationer i Zeeland, men för att förkorta restiden till Randstad stängs tre stationer: Arnemuiden, Kapelle-Biezelinge och Krabbendijke.